# Epinephelus spilotoceps
Epinephelus spilotoceps е вид лъчеперка от семейство Serranidae.

## Разпространение
Видът е разпространен в Австралия, Американска Самоа, Британска индоокеанска територия, Вануату, Индия, Индонезия, Кения, Кирибати, Кокосови острови, Коморски острови, Мавриций, Мадагаскар, Майот, Малайзия, Малдиви, Малки далечни острови на САЩ, Маршалови острови, Мианмар, Микронезия, Мозамбик, Науру, Ниуе, Нова Каледония, Остров Рождество, Острови Кук, Палау, Папуа Нова Гвинея, Реюнион, Самоа, Сейшели, Соломонови острови, Тайланд, Танзания, Токелау, Тонга, Тувалу, Уолис и Футуна, Фиджи и Филипини.